# International Association of Microsoft Certified Partners
International Association of Microsoft Channel Partners är ett nätverk av nationella föreningar med Microsoftpartners som medlemmar. Föreningen har stöd från Microsoft och tillåter bara medlemmar som minst är Microsoft Registred Partner. Ett syfte är att förmedla kompetens kring Microsoftprodukter samt genom samarbete mellan IAMCP-medlemmar leverera större kundvärden till slutkunderna. 

## Lobbying
IAMCP har bl.a. varit aktiva i att stödja Microsofts nya Office filformat, Office Open XML eller kort OOXML
Vid en röstning kring OOXML hos SIS registrerade sig många IAMCP medlemmar på röstningsdagen vilket ledde till anklagelser om missbruk av standardliseringsprocessen. Även den sida som representerade "nej" sidan anmälde nya medlemmar men lyckades inte samla lika många.